# Кладовище
Кла́дови́ще, або цви́нтар — місце, відведене для поховання тіл та останків померлих людей, де здійснюють церемонію, ритуал поховання — похорон; поминання померлих. У різних культурах та релігіях церемонії або обряди поховання значно відрізняються.

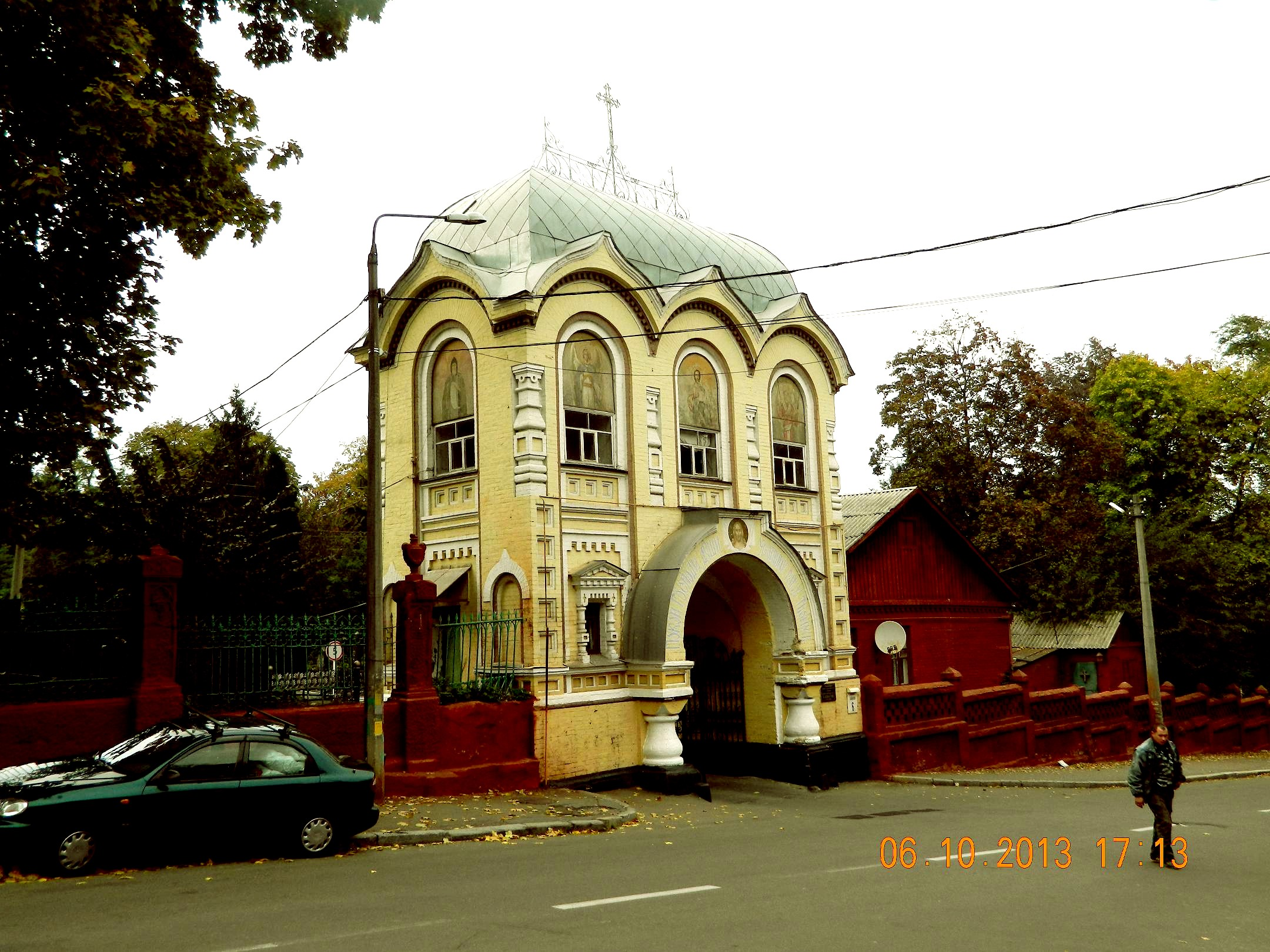
Надбрамна церква. Вхід на Байкове кладовище у Києві

Починаючи з VII століття, європейські поховання перебувають під контролем Церкви та розміщуються лише на освяченій церковній землі. Раніше традиційно цвинтарі облаштовували біля церкви. Часто над входом до цвинтаря будувалась надбрамна церква. Сучасні цвинтарі, на яких багато поховань, влаштовують на околицях міст і сіл.

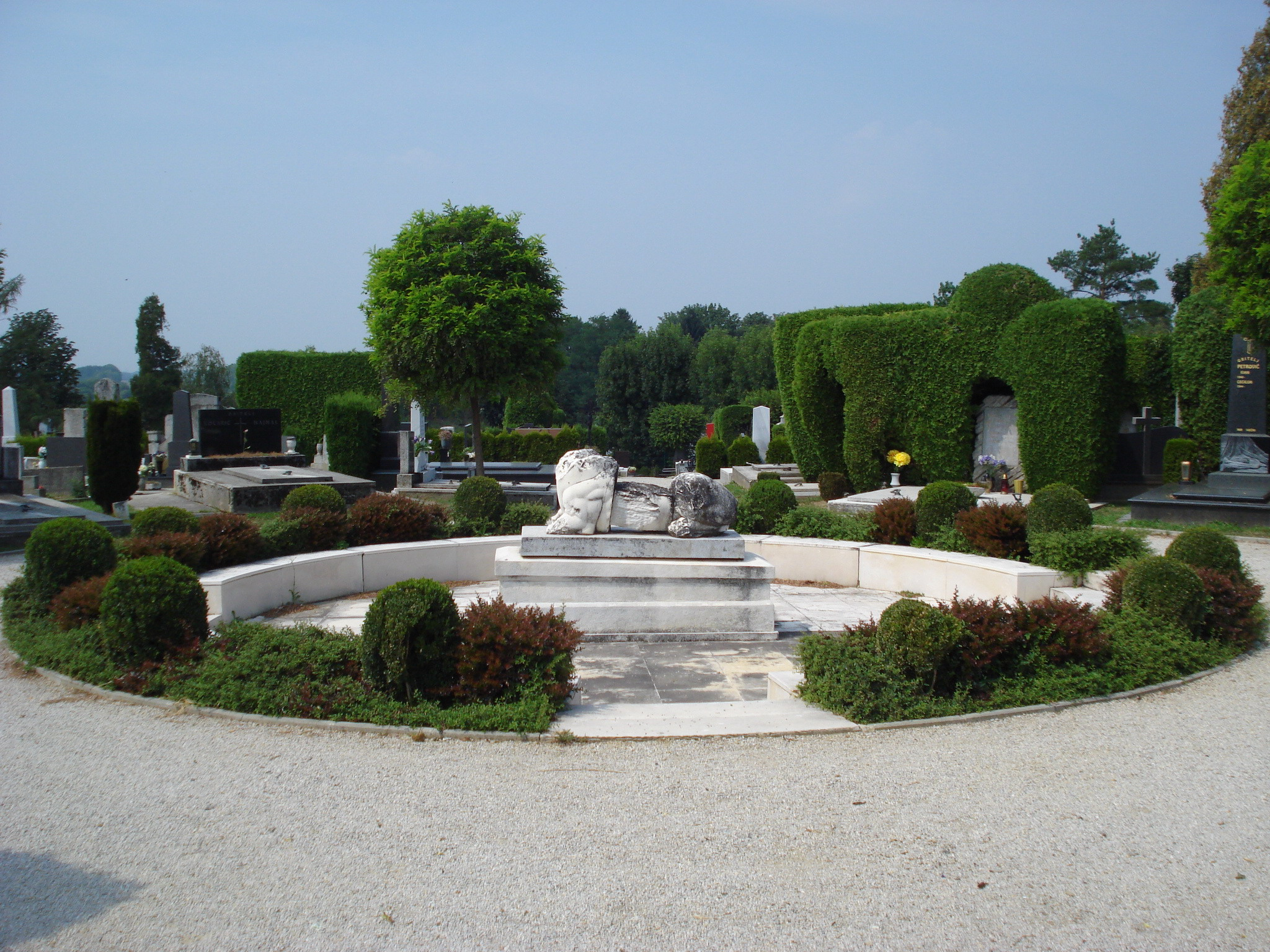
Цвинтар у Чаковці, Хорватія.

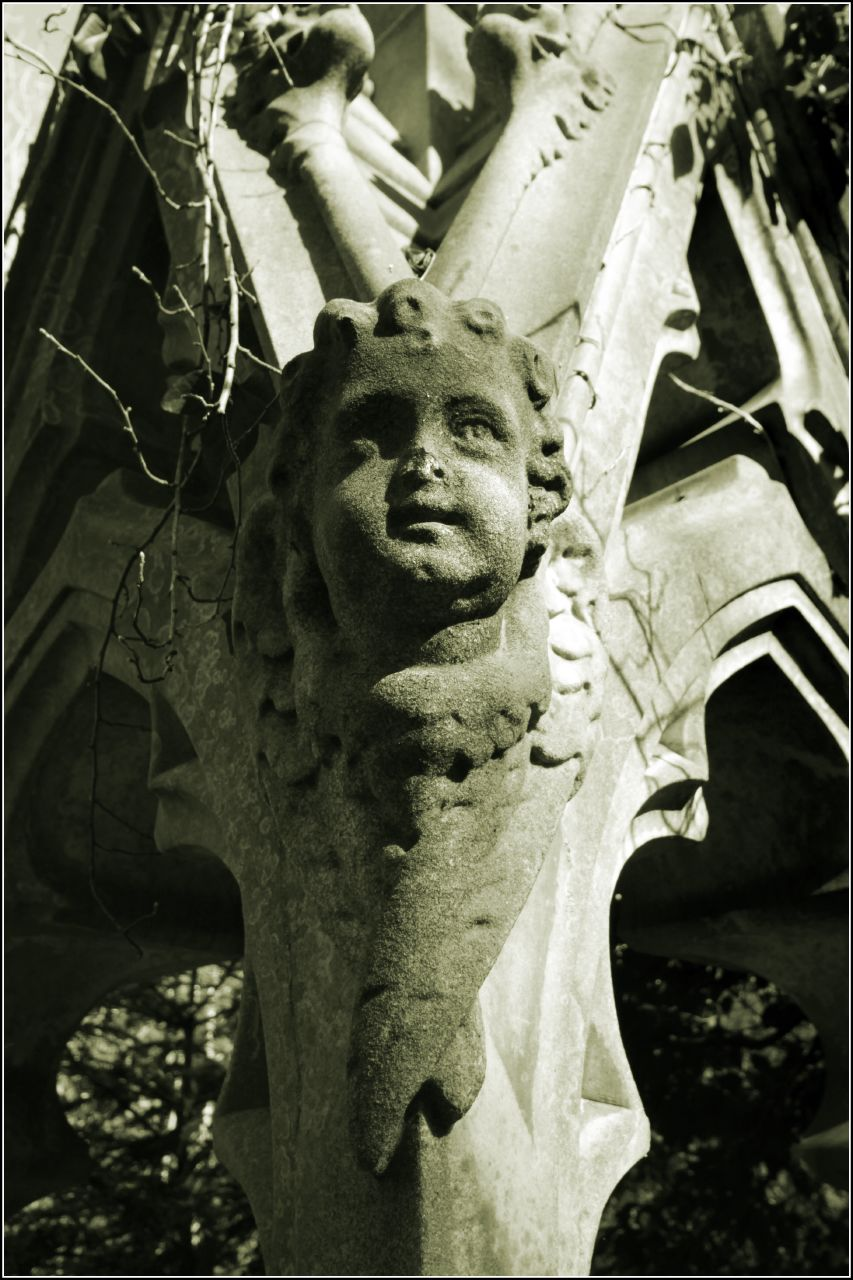
У Західній цивілізації могили часто мають сакральну готичну архітектуру

Кладовище в установленому законом України порядку – земельна ділянка з облаштованими могилами чи іншими будівлями та спорудами, призначеними для організації поховання та утримання місць поховань.

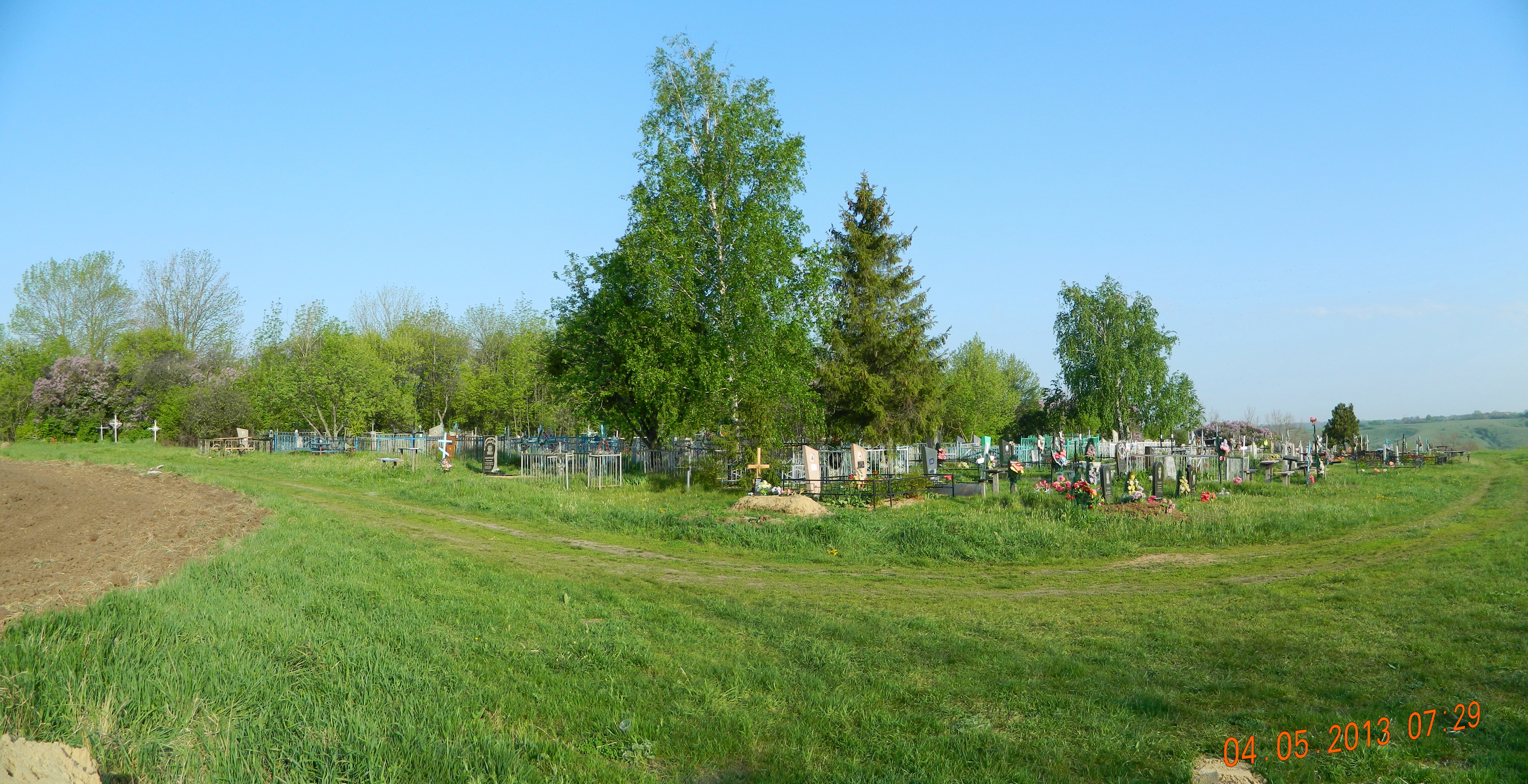
Цвинтар села Петрівка

У зв'язку зі значною нестачею місць на звичайних кладовищах, а також задля зменшення негативного впливу на довкілля супутніх похованню засобів (олії для бальзамування тіла, масивні надгробки, штучні квіти) у світі поширюються зелені кладовища. Тіло померлого у труні з матеріалу, що легко розкладається, або частіше попіл після кремації закопується в землю, а поряд висаджується дерево. Останки слугуватимуть добривом для росту. Єдиним позначенням місця поховання може бути маленька табличка на дереві із зазначенням імені похованого та років його життя.

## Термін
Назва кладовище і цвинтар (лат. coemeterium < грец. κοιμητήριον — «місце спочинку», утворене від κοιμοῦμαι — «сплю») часто вживаються як синоніми, хоча первісно цвинтар мало вужче значення, а саме «подвір'я і кладовище біля церкви». У СУМ-11, укладеному в 1970-х роках, це слово в другому значенні вже синонімічне до «кладовище». Інші назви кладовища (діалектні та рідковживані): рідко гробови́ще, діал. могилки́, мо́гілкі, мо́глици (Полісся) або теметів (Закарпаття). Єврейські кладовища часто називалися окопищами (окописьками), або кіркутами.

## Назви цвинтарів (кладовищ)
Власну назву організовані місця поховання найчастіше отримують від ознак місцевості, де розташовуються.
Поширені власні назви цвинтарів (кладовищ) в різних країнах:
- Центральний
- Міський
- Старий
- Новий
- Північний
- Південний
- Західний
- Східний
- Лісовий (Лісний)

## Найбільші цвинтарі України
| Місце | Цвинтар/кладовище              | Місто       | Площа, га | Зауваження                        |
| ----- | ------------------------------ | ----------- | --------- | --------------------------------- |
| 1     | Берковецький                   | Київ        | 152       | з колумбарієм                     |
| 2     | Таїровське (офіц. Ново-Міське) | Одеса       | 137       | з колумбарієм                     |
| 3     | Щегловський                    | Донецьк     | 123       |                                   |
| 4     | Мішковський                    | Миколаїв    | 122       |                                   |
| 5     | Лісове                         | Київ        | 119,81    | з колумбарієм                     |
| 6     | Сурсько-Литовський             | Дніпро      | 115       |                                   |
| 7     | Яцево                          | Чернігів    | 100       |                                   |
| 8     | Старокримське                  | Маріуполь   | 99,9      | фактично, відведена площа 163     |
| 9     | Новий                          | Сімферополь | 97        |                                   |
| 10    | Північний                      | Київ        | 80        |                                   |
| 10    | Корбутівський                  | Житомир     | 76,6      | без дороги                        |
| 11    | Голосківський                  | Львів       | 74,8      |                                   |
| 12    | Абдал                          | Сімферополь | 73        |                                   |
| 13    | Байкове                        | Київ        | 72,5      | з колумбарієм, без вулиці         |
| 14    | Нове                           | Рівне       | 72        | широко поширена назва «Молодіжне» |
| 15    | Комишанський                   | Херсон      | 68,7      |                                   |
| 16    | Центральний                    | Горлівка    | 62,4      |                                   |
| 17    | Західний                       | Одеса       | 62        | фактично, відведена площа 204     |
| 18    | Осипенківський                 | Запоріжжя   | 62        |                                   |
| 19    | Південний                      | Донецьк     | 56        |                                   |
| 20    | Центральний                    | Кривий Ріг  | 55,5      |                                   |
| 21    | Другий Християнський цвинтар   | Одеса       | 53,5      |                                   |
| 22    | Новоклочківський               | Дніпро      | 53        |                                   |
| 23    | Північний                      | Одеса       | 52,5      |                                   |
| 24    | № 4                            | Харків      | 52        | дві південних ділянки             |
| 25    | Краснопільський                | Дніпро      | 51        |                                   |
| 26    | Мушкетівський                  | Донецьк     | 50,7      |                                   |
| 27    | Міський                        | Полтава     | 49        |                                   |
| 28    | Капустянський                  | Запоріжжя   | 48        |                                   |
| 29    | Міський                        | Алчевськ    | 47,4      |                                   |
| 30    | Матвіївське                    | Запоріжжя   | 45        |                                   |
| 31    | Личаківський                   | Львів       | 40        | з меморіалами                     |
| 32    | Янівський                      | Львів       | 38        |                                   |
| 33    | Донецьке море                  | Донецьк     | 37        |                                   |
| 34    | Запорізький                    | Дніпро      | 36,5      |                                   |
| 35    | № 18                           | Харків      | 36,5      |                                   |
| 36    | Буроз                          | Макіївка    | 36        |                                   |
| 37    | Лозовський                     | Донецьк     | 36        |                                   |
| 38    | Косіора                        | Луганськ    | 35,5      |                                   |
| 39    | Некрополь Миколаєва            | Миколаїв    | 32,9      |                                   |
| 40    | Новий                          | Луганськ    | 32,8      |                                   |
| 41    | Західний                       | Кривий Ріг  | 32,7      |                                   |
| 42    | Південний                      | Київ        | 32,6      |                                   |
| 43    | Козацький                      | Макіївка    | 32        |                                   |
| 44    | Свіштовський                   | Кременчук   | 32        |                                   |
| 45    | Первомайський (Південний)      | Запоріжжя   | 31        |                                   |

## Відомі цвинтарі

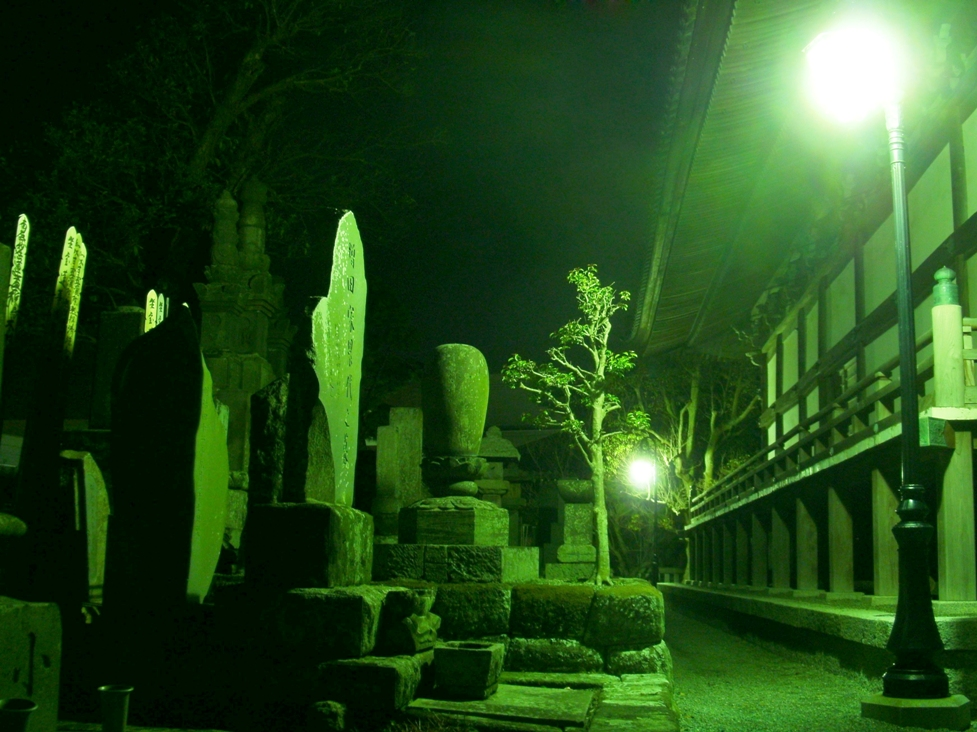
Кладовище (м. Камакура, Японія)

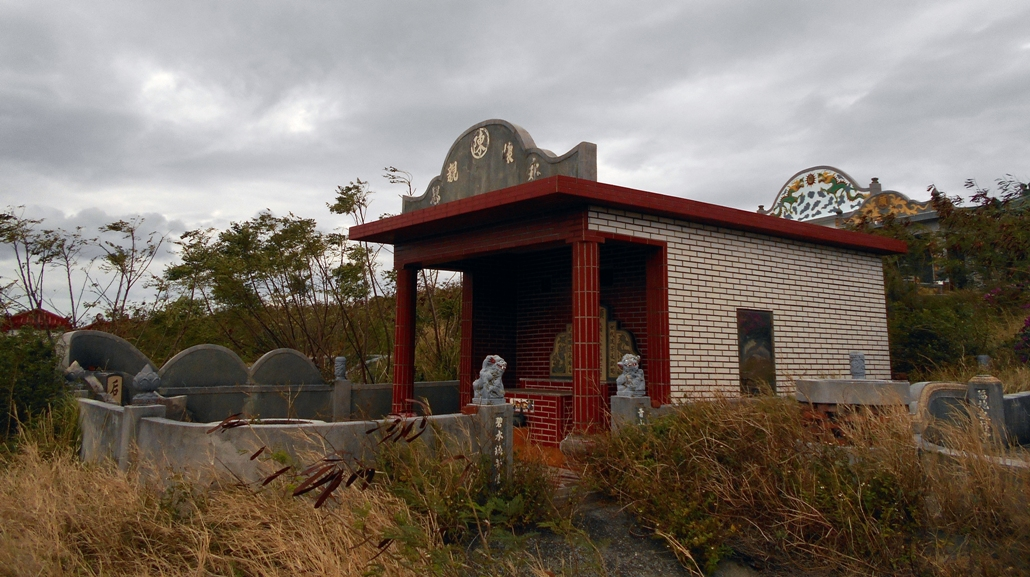
Кладовище (м. Фанляо, Тайвань)

- Цвинтар святого Андрія, Саут-Баунд-Брук, округ Сомерсет, штат Нью-Джерсі, США
- Вальдфрідгоф, Мюнхен, Німеччина
- Кросвейк, Роттердам, Нідерланди
- Арлінгтонський національний цвинтар, США
- Байкове кладовище, Київ, Україна
- Ваганьківське кладовище, Москва, Росія
- Личаківський цвинтар, Львів, Україна
- Новодівочий цвинтар, Москва, Росія
- Новодівочий цвинтар, Санкт-Петербург, Росія
- Цвинтар Пер-лашез, Франція
- Грін-Вудський цвинтар, Нью-Йорк, США
- Повонзківський цвинтар, Варшава, Польща